# Karedok
Karedok is een bestuurslaag in het regentschap Sumedang van de provincie West-Java, Indonesië. Karedok telt 1942 inwoners (volkstelling 2010).